# Nicolas Martin Barthélemy
Pour les articles homonymes, voir Nicolas Barthélemy (homonymie) et Barthélemy.
Nicolas Martin Barthélemy, né le 7 février 1765 à Gray en Haute-Saône et mort le 23 août 1835 dans cette même ville, est un général français de la Révolution et de l'Empire.

## Biographie

### Du simple soldat au colonel de dragons
Entré au service en août 1781, il passe maréchal des logis en 1792, lieutenant en 1793, capitaine en l'an IV et chef d'escadron en l'an V. Il fait les campagnes de 1792 à l'armée du Nord et celles de 1793 à l'an III à l'armée de l'ouest. Barthélemy sert également de l'an IV à l'an VI durant la campagne d'Italie, où il commande le 23e régiment de chasseurs à cheval. Il est blessé au combat de Lavidina le 23 février 1797. Il fait partie de l'expédition d'Égypte, au cours de laquelle il se distingue à la bataille du Mont-Thabor, et est promu chef de brigade le 21 juin 1799. Rentré en France en l'an IX, il est nommé colonel du 15e régiment de dragons en 1803. Devenu membre de la Légion d'honneur le 14 décembre de la même année, il est fait officier de cet ordre le 14 juin 1804.

### Général de l'Empire
Barthélemy fait avec son régiment les campagnes de 1805 et de 1806 en Autriche, en Prusse et en Pologne. Il s'illustre à la bataille d'Austerlitz, le 2 décembre 1805, ainsi qu'à la bataille de Pułtusk en Pologne où il est blessé le 26 décembre 1806. Il devient commandeur de la Légion d'honneur le 12 janvier 1807 et est promu général de brigade le 4 avril. En outre, le 5 octobre 1808, il est créé baron de l'Empire.
De 1808 à 1810, il participe à la campagne d'Espagne dans la division du général Milhaud. Le 19 mai 1809, il participe à la bataille de Villa-Nova. Nommé commandant de la province de Santander, il est destitué pour malversations et renvoyé en France. Il commande alors le département militaire du Gard en 1811, la place de Spandau en 1812 et les dépôts de Metz et Versailles en 1813 et 1814. Pendant la Première Restauration, il est nommé chevalier de Saint-Louis le 19 juillet 1814. Il dirige le dépôt d'Amiens lors des Cent-Jours, avant d'être mis à la retraite après 34 ans de service en septembre 1815.

## Distinctions
- 14 juin 1804 : officier de la Légion d'honneur
- 12 janvier 1807 :  Commandeur de la Légion d'honneur
- 5 octobre 1808 : baron de l'Empire
- 19 juillet 1814 :  Chevalier de l'ordre royal et militaire de Saint-Louis.

## Armoiries
| Figure | Blasonnement |
|        | Armes du baron Barthélemy et de l'Empire (décret du 19 mars 1808, lettres patentes du 5 octobre 1808 (Palais d'Erfurt)) D'azur, à la fasce d'argent, chargée d'un crocodile couronné de sable, soutenue d'une pyramide d'argent, maçonnée de sable et surmontée à dextre d'un bouclier avec deux étendards en sautoir d'or, chargé d'une étoile de sable ; quartier des barons militaires,. D'azur, à la fasce d'argent, chargée d'un crocodile couronné de sable, soutenue d'une pyramide d'argent, maçonnée de sable et surmontée à dextre d'un bouclier avec deux étendards en sautoir d'or, chargé d'une étoile de sable ; quartier des barons militaires. Livrées : les couleurs de l'écu. |